# آرایه‌شناسی گیاهی
آرایه‌شناسی گیاهی یا طبقه‌بندی گیاهی دانشِ شناخت، توصیف، دسته‌بندی و نام‌گذاریِ گیاهان است. آرایه‌شناسی گیاهی یکی از شاخه‌های اصلیِ آرایه‌شناسی (دانشِ توصیف، دسته‌بندی و نامگذاریِ جانداران زنده) است.
اصطلاحات فارسی و برابر لاتین و پسوندهای این طبقه‌بندی بدین قرار است:
- سلسله/فرمانرو - regnum
  - زیرسلسله/زیرفرمانرو - subregnum پسوند: (-bionta)
- شاخه/دسته - divisio پسوند: (-phyta)
  - زیرشاخه - subdivisio (-phytina)
- رده - classis پسوندها: (-opsida, -atae)
  - زیررده - subclassis پسوند: (-idae)
  - بالاراسته - superordo پسوند: (-anae)
- راسته - ordo پسوند: (-ales)
  - زیرراسته - subordo پسوند: (-ineae)
- خانواده/تیره - familia پسوند: (-aceae)
  - زیرخانواده - subfamilia پسوند: (-oideae)
  - تبار - tribus پسوند: (-eae)
  - زیرتبار - subtribus پسوند: (-inae)
- سرده - genus
  - زیرسرده - subgenus
  - بخشه - sectio
  - زنجیره - series
- گونه - species
  - زیرگونه - subspecies
  - جوره - varietas
  - دیسه - forma

برای مثال در سلسله مراتب برای سوسنِ چلچراغ داریم:
- فرمانرو: گیاه
- شاخه: گیاهان گلدار
- رده: Liliopsida
- راسته: سوسن‌سانان
- خانواده: سوسنیان
- سرده: ......
- گونه: ......

## انواع
۱- مصنوعی: بنیانگذار آن شخصی بود به نام «تورنفورت» که در سده ۱۸۰۰ میلادی زندگی می‌کرد. در رده‌بندی مصنوعی، گیاهان را بر اساس یک صفت مشخص در یک دسته طبقه‌بندی می‌کنند. ایراد وارد بر رده‌بندی مصنوعی در این است که یک صفت برای رده‌بندی کافی نیست، بلکه بایستی بر اساس صفات بارز باشد. به همین دلیل رده‌بندی مصنوعی منسوخ است.
۲- طبیعی: بنیانگذاران آن برادران «آنتوان دوژوسیو» بودند که شاگردان گیاه‌شناسی به نام «انگلر» بودند و کار آن‌ها را شخصی به نام «کارلوس لینه» ادامه داد. در رده‌بندی طبیعی، گیاهان را بر اساس چندین صفت مشخص و بارز رده‌بندی می‌کنند. اساس کار رده‌بندی، واحدهای سیستمیک است. یک واحد سیستمیک در واقع یک معیاری است برای رده‌بندی گیاهی: ۱- گونه ۲- سرده (جنس) ۳- خانواده، تیره ۴- راسته ۵- رده ۶- شاخه ۷- فرمانرو (سلسله).
گونه به مجموعه افرادی گفته می‌شود که از هر نظر شبیه به هم هستند و در تولید مثل، افراد مشابه ایجاد می‌کنند. مثل: هلو، زردآلو، گیلاس و…. گاهی ممکن است در اثر یک سری عوامل، تقسیم زیرگونه را داشته باشیم مثل بنفشه معطر viola odorata var.alba می‌گویند.
زیرگونه‌ها: واریته " "variety افرادی از گونه که در اثر یکسری عوامل طبیعی در یک صفت مشخص یا چند صفت جزئی از افراد گونه متمایز شده‌اند که علامت آن "var" می‌باشند. رقم "cultivar" از دیگر تقسیمات زیرگونه است که به وسیله دخالتهای انسان (متخصصین اصلاح گیاه) تولید می‌شود که علامت آن "cv" می‌باشد. نژاد "Race" گاهی دراثر شرایط مکانی و زمانی، یک گیاه از گونه اصلی متمایز می‌شود و ریخته ژنتیکی آن متفاوت می‌شود، لذا ممکن است در اثر عوامل خاکی، یا عامل اکولوژی یا… می‌باشد. جهش یافته "Mutant" به یک فرد که در آن جهش صورت گرفته و از گونه اصلی متمایز شده‌است می‌گویند و به مجوعه افرادی که در آن‌ها موتاسیون یا جهش صورت گرفته و از گونه اصلی، آن‌ها را متمایز نموده (form) گویند.
سرده یا جنس: به مجموعه چندین گونه که از نظر برخی صفات بارز مثل:نوع میوه، فرم (بوته‌ای، درختچه و…)، آرایش برگها، نوع گل آذین و شکل نهنج و… با هم اشتراک دارند جنس می‌گویند.
تیره یا خانواده: چندین سرده که از نظر برخی صفات بارز مشترکند را مجموعاً، تیره یا خانواده می‌گویند. راسته ""Order به مجموعه چند تیره که از لحاظ صفات غالب و بارز مشترک هستند، راسته می‌گویند.
رده: به مجموعه چندین راسته که از نظر تعدادی صفات بارز، مشترک باشند، رده می‌گویند.
شاخه: به مجموعه‌ای از رده‌ها که دارای صفات مشترک بارزی هستند، شاخه می‌گویند.
فرمانرو یا سلسله: به مجموعه چند شاخه که از نظر برخی صفات بارز مشترکند، سلسله می‌گویند.
طرز نامگذاری گیاهان بر اساس سیستم نامگذاری لینه" کارلوس لینه، پدر علم گیاهشناسی، روش دو اسمی را برای نامگذاری علمی گیاهان پیشنهاد کرد، که از چپ به راست به صورت لاتین، کلمه اول جنس و کلمه اول و دوم با هم گونه می‌باشد. بایستی توجه داشت که فقط حرف اول جنس به صورت بزرگ نوشته می‌شود. خانواده معمولاً پسوند acea یا ae می‌گیرد. راسته، پسوند ales می‌گیرد. مثل راسته گل سرخ.

## مکان گیاهان عالی یا آوندی در آرایه‌شناسی
موجودات زنده به‌طور کلی به دو دسته فاقد هسته یا Protocaryotes و هسته‌دار یا Eucaryotes تقسیم می‌شوند. موجودات فاقد هسته جلبک‌های آبی، باکتریها و اکتنومیست‌ها و… هسته دارها به گروه ریشه‌داران Thallophytes و کورموفیت‌ها Cormophytes تقسیم می‌شوند. ریسه‌داران "Thallophytes" از تعدادی سلول تشکیل شده‌اند و فاقد هر گونه اندام مشخصی به نام ساقه، ریشه و برگ هستند مانند قارچها، جلبک‌ها (آلگ‌ها (algace و گلسنگ. کورموفیت‌ها "Cormophytes" حداقل دارای ساقه و برگ می‌باشند و به دو گروه مشخص بریوفیت‌ها Bryophytes و ریزوفیت‌ها Rizophytes تقسیم می‌شود. بریوفیت‌ها "Bryophytes" دارای ساقه و برگ می‌باشند ولی فاقد ریشه حقیقی مانند خزه‌ها و هپاتیک‌ها. ریزوفیت‌ها "Rizophytes" در واقع همان گیاهان آوندی هستند که دارای سیستم آوندی نسبتاً تکامل یافته‌اند و ریشه و ساقه و برگ دارند و از نظر زایشی (داشتن یا نداشتن گل) به دو گروه تقسیم می‌شوند: پتریدوفیت‌ها Petridophytes و اسپرماتوفیت‌ها Spermatophytes پتریدوفیت‌ها "Petridophytes" همان نهانزادگان آوندی یا Cryptogamia Vascularist می‌باشند که فاقد گل هستند مانند سرخسها، پنجه گرگیان و دم اسبیان. اسپرماتوفیت‌ها "Spermatophytes" سیستم آوندی متکامل تری دارند به همین خاطر به آن‌ها گیاهان عالی می گویندو چون دارای گل هستند به وسیله تشکیل گل و دانه تولید مثل می‌کنند؛ و دارای تولید مثل آشکار و پیدا هستند و به آن‌ها پیدازادان Phanerogams می‌گویند که خود به دو دسته تقسیم می‌شوند: بازدانگان Gymnospermes و نهاندانگان Angiospermes. نهاندانگان خود به دو گروه تقسیم می‌شوند: تک‌لپه‌ای‌ها Monocotyledon و دولپه‌ای‌ها Dicotyledon.

## روند کلی مطالعه مورفولوژی و تشریح گیاهان در آرایه‌شناسی
- الف) مشخصات عمومی یا کلی هر خانواده مه در این مشخصات عمومی باید موارد زیر را بدانیم: ۱- فرم رویش گیاهان: درخت، درختچه، بوته یا علفی. ۲- نوع گل آذین. ۳-نوع میوه. ۴- قطعات گل: تعداد گلبرگ، تعداد کاسبرگ، تعداد پرچم، تعداد برچه، نوع تخمدان و… ۵- وضعیت برگها:ساده یا مرکب، متناوب، متقابل یا فراهم. ۶- وضعیت نهنج: برآمده Talami flores، بشقابی Dsci.f یا فرورفته Clasci.f. 7- رویشگاه گیاهان این تیره.
- ب) گیاهان مهم تیره. بازدانگان "Gymnospermes " مشخصات کلی یا برجسته بازدانگان: ۱- دانه بر روی یک مخروط cone آشکار قرار گرفته و تخمک Ovule آشکار است. ۲- سوزنی برگ Conifer می‌باشند. سوزنی برگ‌ها دارای یک رگبرگند و برگ، باریک و کشیده‌است. ۳- گل آذین نر و ماده جدا از هم و به صورت مخروط است به همین خاطر به این شاخه مخروط داران هم می‌گویند. ۴- همیشه سبز یا Ever green هستند. معمولاً سرعت ریزش برگ خیلی کمتر از سرعت تولید برگ است. ۵- سیستم آوندی آن‌ها نسبت به نهاندانگان تکامل کمتری یافته‌است به‌طوری‌که در بافت آبکش به جای سلول‌های همراه، آلبومینویید و در بافت چوب به جای Vesel، تراکیید دارند. از دیدگاه کشاورزی و ایجاد فضای سبز و جنگل کاری، خانواده‌های زیر در بازدانگان از اهمیت بیشتری برخوردارند: ۱- کاج‌ها Pinaceae 2- سروها Cupressaceae 3- سرخدار Taxaceae نهاندانگان " Angiospermes" همان‌طور که از اسم این شاخه مشخص است دانه در درون یک پوسته بن نام تخمدان پنهان است و در واقع مادگی یا همان تخمدان از چندین برچه Carpel تشکیل شده‌است. گاهی گیاه ممکن است مادگی Pistel آن فقط یک برچه داشته باشد مانند بقولات. از نظر رده‌بندی نهندانگان به دو کلاس یا رده تک لپه‌ای Monocotyledon و دو لپه‌ای Dicotyledon تقسیم می‌شوند. مشخصه مورد نظر تک لپه دو لپه قطعات گل تریمر یا مضربی از آن است. تترامر یا پنتامر و مضربی ازآن است جام گل petale "corolla» کاسه گل Septale "calyx» همرنگ می‌باشند. در تک لپه ای‌ها به جای petales و Tepales,sepales وجود دارد که حدواسط کاسبرگ و گلبرگ است. جام گل رنگی می‌باشد و کاسه گل سبز رنگ. برگ Leaf رگبرگ Vein موازی، کشیده، باریک و بی دمبرگ Sessele هستند. غلاف برگ دارند. دارای رگبرگ منشعب از نوع پنجه‌ای و پری (شانه‌ای) و دارای اشکال مختلف هستند. رشد ساقه اولیه و غیر قطبی و فاقد چوب اولیه و ثانویه (رشد قطری دارند) ریشه ریشه افشان یا Fibrous root ریشه راست یا Tap root دو لپه ای‌ها Dicotyledones از نظر جام گل یا به عبارتی وضع ساختمان گل سه زیر رده مهم تقسیم می‌شوند: ۱- بی گلبرگان Apetales 2- جدا گلبرگان Dialypetales: که اینها خود از نظر وضع نهنج به سه راسته مهم تقسیم می‌شوند:
- الف) نهنج محدب Convex receptacle و Talami flores ب) نهنج بشقابی یا دیسکی یا مسطح Flat receptacle یا Pither receptacle ج) نهنج کوزه‌ای یا مقعر یا فرورفته Retuse teceptacle یا Pither receptacle 3- پیوسته گلبرگان Gamopetales بی گلبرگان Apetales در این زیر رده جام به معنی واقعی وجود ندارد و به جای آن پوشش ساده‌ای به جای جام گل وجود دارد که به آن Perigone گفته می‌شود که به هر کدام از اجزای آن یک Perianth گفته می‌شود. مهم‌ترین گیاهان (خانواده‌ها یا تیره‌های گیاهی) بی گلبرگ که از نظر کشاورزی دارای اهمیت هستند عبارتند از: ۱۱ ۱- دارواش Loranthaceae 2- راش (پیاله داران) Fagaceae(Cupliferae) 3- غان (توس) Betulaceae 4- فندق Corylaceae 5- بید Salicaceae 6- گردو Juglandaceae 7- نارون Ulmaceae 8- توت Moraceae 9- شاهدانه Cannabaceae 10- گزنه Urticaceae 11- ترشک (علف هفت بند) Polygonaceae 12- اسفنجیان (چغندریان) Chenopodiaceae 13- میخک Cayophyllaceae (میخک کاسبرگ گلبرگ نما Sepalpetaloied دارد) جدا گلبرگان Dialypetale الف: جداگلبرگان نهنج محدب Dialypetale talami flores 1- آلاله Ranunculaceae 2- زرشک Berberidaceae 3- ماگنولیا Magnoliaceae 4- شقایق (خشخاش) Papaveraceae 5- گل یخ Calycanthaceae 6- شب بو (صلیبیان) Cruciferae 7- بنفشه Violaceae 8- چای یا کاملیا Theeaceae 9- گز Tamaricaceae 10- پنیرک Malvaceae 11- فرفیون (شیرسگ) Euphorbiaceae 12- شمشاد Buxaceae ب: جداگلبرگان بشقابی Dialypetales dsci flores 1- شمعدانی (ژرانیوم) Geraniaceae 2- لادن Tropaeolaceae 3- کتان Linaceae 4- سراب یا مرکبات Rutaceae or Citruaceae 5- سماق Anacardiaceae 6- افرا Aceraceae 7- مو Vitaceae جدا گلبرگان مقعر Dialypetale clasci flores 1- نیام داران Leguminosae 2- گل سرخ Rosaceae 3- گل ناز (نازک) Crassulaceae 4- چنار Platanaceae 5- کاکتوس Cactaceae 6- چتریان (جعفری) Umbeliferae 7- عشقه Araliaceae پیوسته گلبرگان Gamopetales جام گل آن‌ها پیوسته و لوله‌ای شکل است. قطعات گل روی دو پیراهن قرار گرفته‌اند. معمولاً مادگی آن‌ها دو برچه‌ای است. اصولاً پرچم‌های آن‌ها طوری هستند که نصف میله پرچم‌ها بلند، و مابقی کوتاه است. تیره‌های مهم آن عبارتند از: ۱- زیتون Oleaceae 2- خرزهره Apocynaceae 3- گل گاوزبان Boraginaceae 4- پیچک Convolvulaceae 5- سیب زمینی Solanaceae 6- گل میمونی Scrophulariaceae 7- گل جالیز Orobanchaceae 1- نعناع Labiatae 2- شاه پسند Verbenaceae 3- گل استکانی Campanulaceae 4- کدوئیان Cucurbitaceae 5- کاسنی Compositae